# عبيد الله العبيدي السهروردي
عبيد الله العبيدي السهروردي (1832-9 فبراير 1885) كان تربويًا وكاتبًا.

## حياة سابقة
ولد عبيد الله عام 1832 في شيتوا، ميدنابور، رئاسة البنغال، الهند البريطانية في عائلة السهروردي المرموقة. تلقى تعليمه منزليا باللغة العربية والإنجليزية والفارسية. تخرج من المدرسة العليا، التي كانت تقع آنذاك في كولكاتا لكنها انتقلت إلى دكا بعد تقسيم الهند عام 1857.
كان عبيد الله سليلًا مباشرًا للصوفي الصوفي والولي الشيخ شهاب الدين السهروردي، الذي عاش في بغداد في القرن الثاني عشر. كان الشيخ شهاب الدين مؤلف ما أصبح يعتبرالعمل القياسي في التصوف اورفل-معرفي. كان من تلاميذ وخليفة الشيخ عبد القادر جيلاني، وما زالت المساجد والأضرحة فوق قبورهم (المراقد) باقية في بغداد وما زالت قبلة لمريديهم حتى يومنا هذا.
وكان من نسل شهاب الدين السهروردي. كان والد عبيد الله شاه أمين الدين السهروردي (آخر بير (تصوف) في عائلة السهروردي). كان لديه شقيقان كلاهما كانا محاميان وقضاة مرؤوسين (أعلى رتبة متاحة للهنود تحت الحكم البريطاني آنذاك). أحد إخوته كان اسمه مولوي مبارك علي السحوردي الملقب محمد علي.

## حياة مهنية
كان أول عمل لعبيد الله هو العمل كمساعد للأمير جلال الدين، حفيد تيبو سلطان ميسور، في كولكاتا. بعد ذلك عمل سكريفنر(كاتب عمومي) في المجلس التشريعي، وهو جزء من مكتب نائب الملك في الهند. في عام 1865، التحق بكلية هوغلي محسن وقام بتدريس اللغة الإنجليزية العربية. كان أحد طلابه سيد أميرعلي. في عام 1874، عُين أول مشرف لمدرسة دكا.
كان عبيد الله من أتباع نواب عبد اللطيف والسير سيد أحمد خان.كان منتسبًا إلى الجمعية الأدبية المحمدية (1863)، والجمعية الوطنية المركزية للمحمدية (1877)، وجمعية البنغال للعلوم الاجتماعية ومنظمات أخرى في كلكتا. وكان أيضًا عضوًا في اللجنة الإدارية لكلية محمدان الأنجلو الشرقية في عليكرة (1875). أسس، في دكا، جمعيتان إصلاحيتان وتنمية مجتمعية: سامج ساملاني سباحا عام 1879، ومسلماني سوهرد ساملاني (جمعية أصدقاء محمدان) عام 1883. 
كتب عبيد الله كتبًا باللغات الأوردو والعربية والفارسية والإنجليزية وترجم العديد من الأعمال. من بين أعماله قواعد النحو في اللغة العربية، والديوان الأردية (القصائد الأردية، 1880)، والديوان الفارسي (القصائد الفارسية، 1886)، وداستار-اي-بارسي اموز (قواعد اللغة الفارسية)، وLubbul Arab (قواعد اللغة العربية)، ومفتاح الأدب (الأردية) القواعد)، دابستين- آي- دانيش أموز(الأردية، الفيزياء)، داستار-أي-فارسي اميز (الفارسية، الإيقاع والبلاغة)، داستان-اي-ابراتبار (الفارسية، السيرة الذاتية). بمساعدة سيد أمير علي، قام بتحويل مخزون العلوم من قبل سيد كرامات علي إلى اللغة الإنجليزية كرسالة في العلوم (1867) وكتاب رموهون روي تحفة الموحدين إلى الإنجليزية في عام 1884. تعليمه المحمدي في البنغال (1867) هو عمل أصلي في التعليم. قام بتحرير دليل (الأردية) ودربين (الفارسية). لا يزال عدد من مخطوطاته عن فقه اللغة وعلم النفس وتعليم المرأة باللغة الأردية غير منشورة. كما أنه فهم أساسيات اللاتينية واليونانية.
منحته الحكومة الهندية لقب بحر أولم (بحر العلوم) لمساهمته في التعليم في الهند. تمنح جامعة دكا وسام بحرأولم عبيدي السهروردي الذي سمي باسمه. أشاريا هريناث دي، وكإشادة به، رسم له لوحة زيتية.

## الموت والإرث
توفي عبيد الله في داكا، رئاسة البنغال، الهند البريطانية، في 9 فبراير 1885. كان ابنه حسن السحوردي سياسيًا معروفًا في الهند البريطانية، وكانت حفيدته شايستا السهروردي إكرام الله أكاديمية ودبلوماسية بارزة من باكستان. كانت ابنته خوجاستا أختار بنو كاتبة وشاعرة معروفة.